# Czerwień żelazowa
Czerwień żelazowa (minia żelazna, caput mortuum) – czerwony pigment zawierający tlenek żelaza(III), otrzymywany przez prażenie rud żelaza. Stosowana do produkcji farb, barwienia betonu i szkliwa emalierskiego.